# تيري غيل
تيري غيل (بالإنجليزية: Terry Gale)‏ هو لاعب غولف أسترالي، ولد في 7 يونيو 1946 في Yelbeni, Western Australia ‏ في أستراليا.

## وصلات خارجية
- تيري غيل على موقع رابطة أوروبا للاعبي الغولف المحترفين (الإنجليزية)
- تيري غيل على موقع رابطة اليابان للاعبي الغولف المحترفين (الإنجليزية)
- تيري غيل على موقع التصنيف العالمي الرسمي للغولف (الإنجليزية)